# Sarah Grimké
Sarah Moore Grimké (ur. 26 listopada 1792, zm. 23 grudnia 1873) – amerykańska sufrażystka i abolicjonistka, pierwsza kobieta, która podjęła aktywność publiczną w USA. Bohaterka powieści Czarne skrzydła, Sue Monk Kidd.

## Życiorys
Sarah Grimké urodziła się w 1792 roku w stanie Karolina Południowa jako szóste dziecko i druga córka Johna Faucheraud Grimké i jego żony Mary Smith. Jej ojciec był prawnikiem i bogatym plantatorem, a matka panią domu, która często udzielała się charytatywnie. Rodzina należała do Kościoła episkopalnego. Jako nastolatka Sarah organizowała szkółki niedzielne dla młodych niewolników na plantacji i pragnęła również nauczyć ich czytać, lecz było to nielegalne. Pomimo zakazu i ku wielkiej złości ojca, Sarah w tajemnicy nauczyła czytać swoją służącą.
Sarah była uczona przez guwernantki francuskiego, haftu, akwareli i gry na klawesynie. Była jednak wysoce inteligentna, więc chciała uczyć się również przedmiotów, których nauczanie było zarezerwowane dla synów. Uczyła się na przykład od starszego brata Thomasa, który uczęszczał na Yale Law School. Ojciec pozwalał jej także na czytanie książek naukowych z jego biblioteki, jednak pomimo uznania dla inteligencji Sary nie zgadzał się na jej marzenie zostania prawniczką, jako że zawód ten był uważany za "nieodpowiedni dla kobiet". Podobno powiedział, że gdyby była mężczyzną, zostałaby najlepszym prawnikiem w kraju. 
W 1817 roku Sarah konwertowała na prezbiterianizm, zaś w 1821 roku zdecydowała się opuścić stany południowe i przeniosła się do Filadelfii, gdzie wstąpiła do wspólnoty kwakrów. Jednak i tam doznała rozczarowania, ponieważ zdominowana przez mężczyzn rada kwakrów wielokrotnie ignorowała jej próby zostania kaznodzieją. W 1827 roku Sarah sprowadziła do Filadelfii swoją młodszą siostrę Angelinę. Przez dwa lata siostry podróżowały po stanie Nowa Anglia przemawiając na rzecz praw kobiet i Afroamerykanów, po czym w 1829 wróciły do Filadelfii.
W 1836 roku Sarah napisała pierwszy list otwarty przeciw niewolnictwu, rok później w czasopiśmie The Spectator wydane zostały jej listy „O równouprawnieniu płci i sytuacji kobiet” (Letters on the Equality of the Sexes and the Condition of Women), które potem przedrukowało również pismo The Liberator. Listy ukazały się w wersji książkowej w 1838 roku. Najbardziej znanym cytatem Grimké, użytym między innymi przez Ruth Bader Ginsburg, jest ten następujący z drugiego listu:
"Nie proszę o żadne przywileje dla mojej płci. [...] Wszystko, o co proszę naszych braci, to o zdjęcie ich stóp z naszych karków i o pozwolenie nam do stanięcia wyprostowanym na ziemi, którą Bóg wyznaczył nam do zajęcia.”
W 1838 Angelina wyszła za Theodora Welda, abolicjonistę, który był jednym z krytyków włączenia dyskursu o prawach kobiet do abolicjonizmu przez siostry Grimké, i wycofała się na drugi plan ruchu abolicjonistycznego. Sarah na pewien czas zupełnie zaprzestała przemawiać publicznie.
Podczas wojny secesyjnej Sarah Grimké wykładała i pisała na rzecz Abrahama Lincolna.
Pisma Grimké zainspirowały wiele innych sufrażystek, jak na przykład Lucy Stone.